# Deadlee
Deadlee (bürgerlich Joseph Thomas Lee) ist ein Hip-Hop-Künstler aus Los Angeles, Kalifornien.

## Leben und Wirken
Nach Angaben von Spiegel Online aus dem Jahr 2007 bezeichnet er sich selbst gerne als „Homogangster“ und könnte mit seinem Aussehen als „tätowierter, muskelbepackter Mittdreißiger“ „auch in die Crew von Cypress Hill“ aufgenommen werden.
Er brachte zwei Alben heraus. Das Musikvideo Good Soldier II wurde mehrmals im MTV-Sender LOGO gespielt.
Mit seinen Liedtexten nimmt er gegen Homophobie im Hip-Hop Stellung und konfrontiert Rapper wie Eminem und 50 Cent mit ihren eigenen früheren Aussagen.
Deadlee erschien in der Dokumentation Hip Hop Homos, die auf LOGO gesendet wurde. Des Weiteren wurde er 2005 in der Dokumentation Pick Up the Mic porträtiert. 2007 war Deadlee Thema in verschiedenen Unterhaltungsnachrichten (Rolling Stone, AllHipHop.com, CNN) 2007 war er mit seiner Tour HomoRevolution Tour 2007 unterwegs. Gemeinsam mit Tori Flixx und Foxxjazell erschien er in der The Tyra Banks Show.